# Sontra
Sontra é um município da Alemanha, situado no distrito de Werra-Meißner, no estado de Hesse. Tem 111,29 km² de área, e sua população em 2019 foi estimada em 7.826 habitantes.